# Kaii Higashiyama
Kaii Higashiyama (東山 魁夷 Higashiyama Kaii?) (8 de julio de 1908 - 6 de mayo de 1999) fue un escritor y artista japonés especialmente conocido por sus pinturas de estilo Nihonga. Como uno de los artistas más populares del Japón de posguerra, Higashiyama recibió el Premio de la Academia de Arte de Japón en 1956 y la Orden de la Cultura en 1969.

## Biografía
Nació en Yokohama, sus padres fueron Kosuke y Higashiyama Kaii. Se le dio como primer nombre Shinkichi, pero más tarde se le cambió a Kaii. Entre los 3 y 18 años vivió en Kōbe.
En 1926 se graduó en el Instituto de la Prefectura de Hyogo e ingresó al Departamento Nihonga de la Escuela de Tokio de Bellas artes (actualmente Universidad Nacional de Bellas Artes y Música de Tokio), y se graduó con honores en 1931 y entró en el departamento de investigación de la escuela, donde pasó dos años formándose con Somei Yuki.
En 1933, embarcó en un carguero con destino a Europa y comenzó sus estudios de historia del arte occidental en la Universidad de Berlín, donde estudió de 1933 a 1935. En 1933, estudió alemán en la Universidad Humboldt de Berlín y también en esta época, su obra participó en un concurso de arte durante los Juegos Olímpicos de Verano de 1936 en Berlín.
El 21 de noviembre de 1940 se casó con Sumi Kawasaki, la hija mayor del pintor Sumi Kawasaki, y se trasladó a Saginomiya, en Tokio. En julio de 1945, fue reclutado por el ejército y recibió entrenamiento antitanque, siendo desmovilizado a finales de ese mismo año. Pasó mucho tiempo viajando, sobre todo por Japón y China, pero también hizo varios viajes a Europa. En 1962 viajó por los países nórdicos.
En 1947 recibió el premio especial en Nitten, la exposición de arte de competición más grande en Japón. En 1950, expuso el cuadro «Carretera» en la VI Exposición Nitten, donde su tratamiento simpático y simplista del tema fue bien recibido tanto por el mundo del arte como por el público. En 1950, tras la muerte de su madre, se trasladó a Ichikawa, Chiba.
El 12 de enero de 1985, Higashiyama junto con Andy Warhol y Joseph Beuys participó en el "proyecto Arte-Global". Fue un proyecto iniciado por el artista conceptual Ueli Fuchser y consistió en el envío de dibujos de los tres artistas en 32 minutos alrededor del mundo: de Düsseldorf (Alemania), vía Nueva York (EE. UU.), llegó a Tokio (Japón) y, finalmente, fue recibido por el Museo Palais-Liechtenstein de Arte Moderno de Viena. Tenía como fin una declaración de paz durante la Guerra Fría en la década de 1980.

### Murales
En 1953 fue seleccionado para pintar 27 murales fusama-e para una casa japonesa, llamada Casa y jardín japonés Shofuso, construida en Nagoya en 1953. Higashiyama, que había sido un estudiante del arquitecto Junzo Yoshimura, fue escogido dentro de un grupo de reconocidos pintores japoneses, como Maeda Seison y Yokoyama Taikan. Los murales fueron llevados a Filadelfia, donde se expusieron hasta que fueron destruidos por vándalos en 1974.
En 1960 pintó un gran mural titulado "Sol, Luna, y Las Cuatro Estaciones", en el Palacio Tōgu del Príncipe de Corona, que luego fue continuado por una segunda comisión imperial. Se encuentra en la sala Nami-no-ma del Palacio Imperial de Tokio. Este gran mural está aparentemente inspirado en las rocas de la Isla Oumi en la prefectura de Yamaguchi. Las dimensiones de la pintura son de aproximadamente 3.8 m de altura y aproximadamente 14.3 m de largo.
También pintó varios murales de paisajes japoneses y chinos, para el templo Tōshōdai-ji, completados entre 1975 y 1980.

## Honores
- 1956 recibió el Premio de la Academia de Arte de Japón por "Crepúsculo”
- 1965 nombrado como miembro de la Academia de Arte del Japón.
- 1969 "Marea en Daybreak" ganó el Premio de Arte Mainichi.
- 1984 Elegido como el miembro de la Orden Cuarta del Mérito en Ciencias y Artes.
- 1992 se le otorgó la Medalla de Oro de Picasso por la UNESCO.
- 1994 La galería de arte Kaii Higashiyama fue abierta como parte del Museo de Arte Shinano de la Prefectura de Nagano«Copia archivada». Archivado desde el original el 4 de julio de 2008. Consultado el 22 de septiembre de 2008.

- 1950 Nombrado miembro del Jurado de la Exposición Nitten.
- 1956 Recibe el Premio de la Academia de Arte de Japón por «Crepúsculo».
- 1965 Es nombrado miembro de la Academia de Arte de Japón y acepta el cargo de director de la Exposición Shin-Nitten.
- 1968 Nombrado miembro del Comité de Especialistas del Consejo para la Protección de los Tesoros Extranjeros.
- 1969 Premio Mainichi de Arte por «Marea al amanecer».
- 1969 Condecorado con la Orden del Mérito Cultural y elogiado como Persona de Mérito Cultural.
- 1974 Se convirtió en Presidente del Consejo de Administración de Kaiso-Nitten.
- 1975 El emperador le encargó pintar «Spring Daybreak» como regalo de estado para la reina Isabel II.
- 1984 Seleccionado para formar parte como miembro de la Orden Cuarta del Mérito en Ciencias y Artes de la República Federal de Alemania.
- 1992 Medalla de Oro Picasso de la UNESCO.
- 1990 Higashiyama Kaii Galería se abrió en Nagano Prefectural Shinano Art Museum.[12]
- 1994 Se inauguró la Galería de Arte Higashiyama Kaii en el Centro de Aprendizaje de la Vida de la ciudad de Ichikawa.[13]
- 2005 Sakaide Se inauguró el Museo de Arte Higashiyama Kaii Setouchi de la Prefectura de Kagawa.